# Aquhorthies House

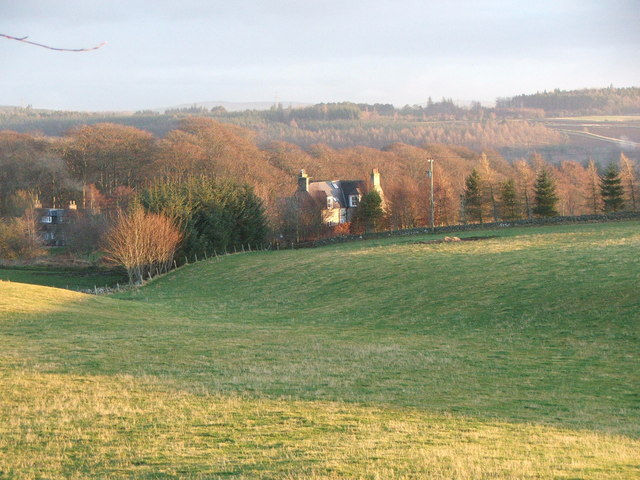
Aquhorthies House

Aquhorthies House, auch House of Aquhorthies, Aquahorthies House oder House of Aquahorthies, ist eine Villa nahe dem schottischen Weiler Burnhervie in der Council Area Aberdeenshire. 1972 wurde das Bauwerk in die schottischen Denkmallisten zunächst in der Kategorie B aufgenommen. Die Hochstufung in die höchste Denkmalkategorie A erfolgte 1988.

## Geschichte
Fast 200 Jahre nach der Reformation in Schottland kehrte die schottische römisch-katholische Kirche zurück nach Aberdeenshire. Aquhorthies House wurde zwischen 1797 und 1799 errichtet. Es diente als Priesterseminar und war durch die gleichzeitige Schließung des Scalan Colleges bei Fertigstellung das einzige katholische Priesterseminar in Schottland. Nach dem Bau des Blairs College nahe Aberdeen wurde das Seminar 1829 geschlossen. Der Innenraum wurde in der Folge umgestaltet.

## Beschreibung
Das schlicht ausgestaltete Aquhorthies House steht rund einen Kilometer nordwestlich von Burnhervie ein kurzes Stück nördlich des linken Ufers des Flusses Don. Das Mauerwerk der dreistöckigen Villa mit Mansardgeschoss besteht aus Granitquadern. Ihre südostexponierte Hauptfassade ist sieben Achsen weit. Aquhorthies House schließt mit einem schiefergedeckten Walmdach. mit Walmdachgauben.